# Radio Carnaval
Radio Carnaval es una estación radial chilena fundada en enero de 1991 en la localidad de Tierras Blancas, Coquimbo. Actualmente tiene estaciones en 15 ciudades: Antofagasta, Tocopilla, Taltal, Calama, La Serena, Ovalle, La Ligua, Quillota, San Felipe, Gran Valparaíso, San Antonio, Punta Arenas. Su programación se orienta a la música tropical excepto en la señal de La Serena y Coquimbo que la mayor parte de su programación es de música del recuerdo en la continuidad musical, con poca música tropical, que sólo se pueden escuchar en algunos de sus programas en vivo.
Sus estaciones hermanas son Radio Contemporánea y FM de los Recuerdos. La señal ubicada en los estudios de Tierras Blancas, Coquimbo pertenece a otro propietario y no cuenta con la transmisión de los programas satelitales que se transmiten en las demás frecuencias.

## Frecuencias anteriores
- 89.9 MHz (Gran Valparaíso); hoy FM Okey, no tiene relación con Holding Carnaval.
- 89.9 MHz (Rancagua); hoy Radio Magiztral, no tiene relación con Holding Carnaval.
- 104.7 MHz (Curicó); hoy  Radio La Nueva FM , no tiene relacion con Holding Carnaval.
- 90.9 MHz (Talca); hoy Radio Caramelo, no tiene relación con Holding Carnaval.
- 89.5 MHz (Mendoza-Argentina); hoy Radio Estación Zafiro, no tiene relación con Holding Carnaval.

## Programas
- "La Mañanera" de 6:00 a 9:00 hrs conducido por José Hidalgo "El Meche" espacio con música alegre y noticias para empezar el día.
- "Buenos días Carnaval" de 9:00 a 13:00 hrs programa matinal de bajada local en cada una de las ciudades donde transmite la emisora.
- "Noticias en la Carnaval" espacio que se transmite desde las 13:00 a 14:00 hrs donde se analizan los hechos ocurridos en la zona, con un tono humorístico.
- "Tóquelo Altirito" espacio de pedidos musicales que se emite de 16:00 a 19:00 horas en la mayoría de las señales con conductor local.
- "Regreso a casa" programa de magazine que acompaña el retorno a casa de los auditores. El programa se transmite vía satélite en la mayoría de las emisoras de 19:00 a 00:00 hrs. conducido por "Juanito Alarcón".